# Odra 1325
Odra 1325 – komputer III generacji (układy scalone) będący udoskonaloną wersją Odry 1305. 
Wersja 1325 posiadała wiele urządzeń wejścia-wyjścia co czyniło ją elastyczną w użytkowaniu. Jednostka centralna wyposażona była w pamięć o pojemności od 32k do 128k słów o rozmiarze 24-bitów. Do komputera można było podłączyć zewnętrzne urządzenia przez 16 kanałów, w tym jeden multiplekserowy. Do komputera tego pasowały moduły ze standardowym złączem Odry 1304 jak i ICL 1900. Oprogramowanie kompatybilne z Odrą 1304 i 1305.
Komputer przeznaczony był do sterowania procesami technologicznymi oraz wielodostępnego przetwarzania danych. W podstawowej konfiguracji, bez przystawki zmiennoprzecinkowej, rozkazy zmiennoprzecinkowe były ekstrakodami realizowanymi przez przerwania, dlatego niezbyt nadawał się do obliczeń naukowo-technicznych.

## Systemy wielodostępne
Jednym z celów budowy komputera było umożliwienie korzystania z systemów wielodostępnych. W tym celu do komputera podłączano drogie terminale marki Facit. Wysokie cła wymusiły konieczność skonstruowania polskich terminali. Przystąpiły do tego zakłady Mera oraz Unimor. Terminal Mery był bardziej kompatybilny z Odrą i częściej z nią używany. Układ klawiatury po nim odziedziczył polski komputer Impol IMP-85w. Terminal Unimora (o nazwie MagMor) mógł współpracować z wieloma typami maszyn (nieco później działał z nim Bosman 8).

## Dane techniczne[2]
- typ:
  - seria: Odra 1300
  - komputer III generacji zbudowany na układach scalonych TTL. Pakiety na  1,2 i 4 warstwowych płytkach drukowanych o wymiarach 140 × 150 mm z 84-kontaktowym złączem pośrednim.
  - pełna zgodność funkcjonalna i programowa z systemami komputerów serii ICL 1900
- prędkość:
  - cykl odczytu pamięci operacyjnej: 1 µs
  - czas wykonania rozkazów:
    - skok: 0,7 µs
    - dodawanie stałoprzecinkowe: 2,6 µs
    - mnożenie stałoprzecinkowe: 180 µs
- pamięć operacyjna:
  - ferrytowa na rdzeniach o średnicy 0,58 mm, 24-bitowa + bit parzystości
  - od 8 do 128 kilosłów
- zasilanie: 220 V

## Produkcja
Wyprodukowano 151 komputerów w latach:
- 1973 r. – 48 szt.
- 1974 r. – 30 szt.
- po 1974 r. – 79 szt.